# Melanargia tornusdijuncta
Melanargia tornusdijuncta är en fjärilsart som beskrevs av Ruggero Verity 1953. Melanargia tornusdijuncta ingår i släktet Melanargia och familjen praktfjärilar. Inga underarter finns listade i Catalogue of Life.